# Syrrhaptes
Syrrhaptes là một chi chim trong họ Pteroclidae.